# Hyoseris
Hyoseris là một chi thực vật có hoa trong họ Cúc (Asteraceae).

## Loài
Chi Hyoseris gồm các loài: